# AMSTAR
Pour les articles homonymes, voir Amstar.
 (septembre 2018).
 (septembre 2018).
Si vous disposez d'ouvrages ou d'articles de référence ou si vous connaissez des sites web de qualité traitant du thème abordé ici, merci de compléter l'article en donnant les références utiles à sa vérifiabilité et en les liant à la section « Notes et références ».
AMSTAR ou A Measurement Tool to Assess Systematic Reviews ou Assessing the Methodological quality of SysTemAtic Reviews  est un outil d'évaluation de la qualité méthodologique d'une revue systématique. Créé en 2007, il permet de réaliser une lecture critique des revues systématiques d'essais contrôlés randomisés portant sur les interventions en santé. 
En 2017, une mise à jour a permis d'élargir son champ d'applicabilité. Sous le nom d'AMSTAR 2, il inclut désormais l'évaluation des revues systématiques des études randomisées mais aussi des études d'observation (non randomisées).
L'outil a deux objectifs : d'une part, aider à avoir une lecture critique des revues systématiques afin d'en ressortir les données probantes d'un point de vue clinique ou de santé publique ; et d'autre part, guider l'élaboration de revues de haute qualité méthodologique.